# Olios trinitatis
Olios trinitatis är en spindelart som beskrevs av Embrik Strand 1916. Olios trinitatis ingår i släktet Olios och familjen jättekrabbspindlar. Inga underarter finns listade i Catalogue of Life.